# 沃古爾卡河
沃古爾卡河（俄语：Вогулка），是俄羅斯的河流，位於該國中部斯維爾德洛夫斯克州，屬於瑟爾瓦河的左支流，河道全長113公里，流域面積983平方公里。